# BankNordik

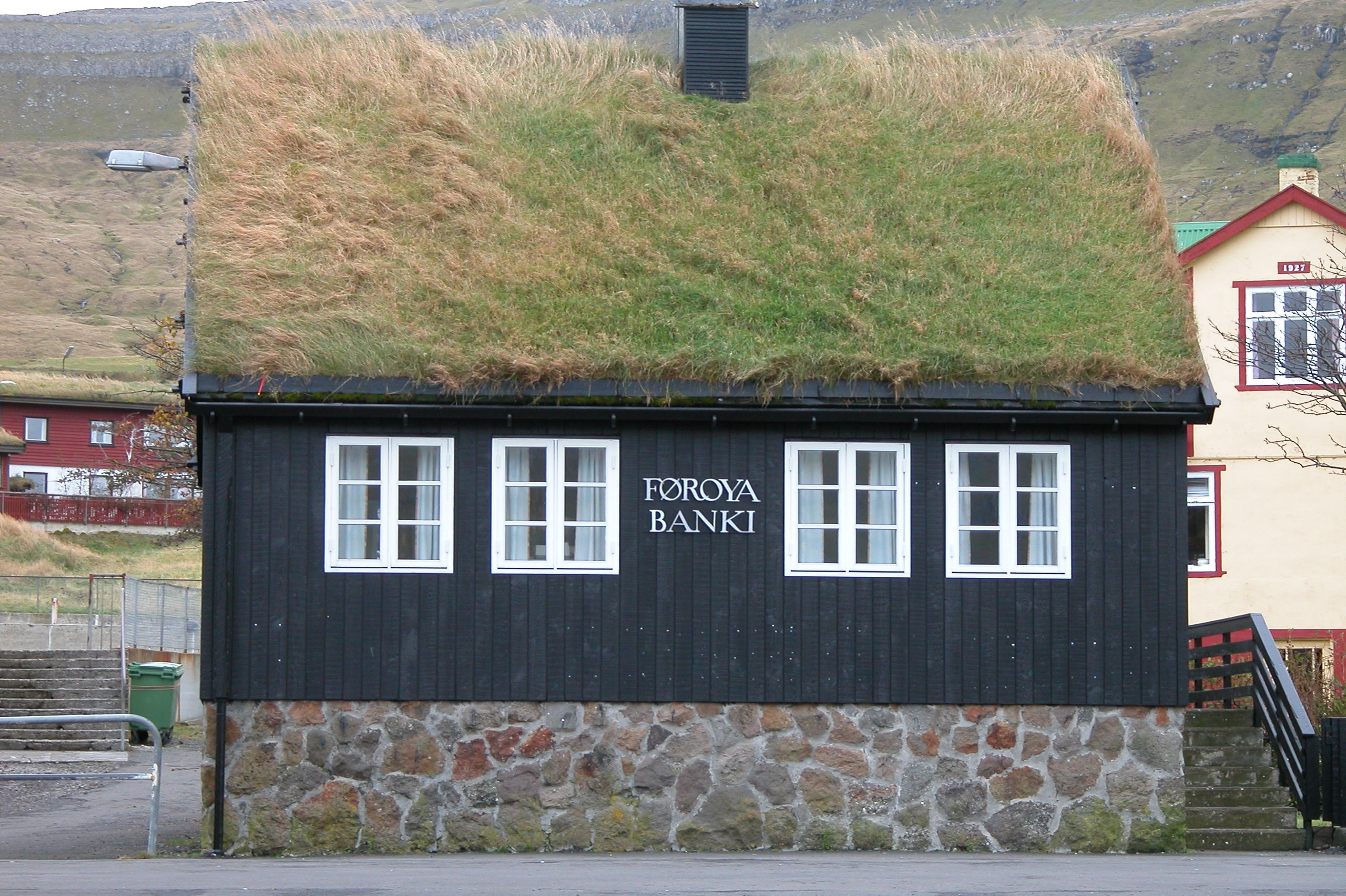
Bankfiók Leirvíkben

A P/F BankNordik (korábban P/F Føroya Banki) Feröer egyik vezető bankja, amely vállalatokat, intézményeket és magánszemélyeket egyaránt kiszolgál. Székhelye Tórshavnban található. A céget a reykjavíki (Nasdaq OMX Iceland) és a koppenhágai (Nasdaq OMX Copenhagen) tőzsdén jegyzik. 2013 végén a tulajdonosok 56%-a feröeri, 18%-a izlandi és 17%-a dán illetőségű volt, és összesen két tulajdonos részesedése haladta meg az 5%-ot (közülük egyik a feröeri kormány, az 1992-ben létrehozott bankmentő pénzügyi alap révén).

## Tevékenységek
A BankNordik mintegy 150 000 magán-, kereskedelmi és vállalati ügyfélnek nyújt pénzügyi szolgáltatásokat:
- banki, nyugdíj- és biztosítási szolgáltatásokat Feröeren,
- banki és nyugdíjszolgáltatásokat Dániában és Grönlandon.[4]

Dániában 19, Feröeren 5, Grönlandon 1 fiókja működik.
A BankNordik márkanév mellett Feröeren Trygd, Feröeren pedig Skyn márkanév alatt végez ingatlanközvetítői tevékenységet.

## Történelem

### Előzmények
A cég története a 20. század elejére nyúlik vissza, amikor egy helyi üzletember kezdeményezte a Løgtingnél egy bank alapítását. A parlament egyetértett a javaslattal, és megkereste a dán Landmandsbankent, hogy nyisson egy fiókot a szigeteken. A dánok azonban egy önálló bank létrehozása mellett döntöttek, és 1906. február 2-án megalapították a Føroya Bankit. 1932-ben alakult meg az első versenytárs, a Sjóvinnubankin, amelyet a feröeri hajósok egyesülete hozott létre a halászati ágazat finanszírozására.

### Államosítás és újraszervezés
Az 1992–1993-as gazdasági válság során mindkét bank állami tulajdonba került, és a feröeri hatóságok újjászervezték a két céget, majd 1994-ben egyesítették őket a Føroya Banki neve alatt, de a Sjóvinnubankin arculatát használva. Ebben az évben vált újra nyereségessé a társaság. A hatékonyság javítása érdekében a fiókok egy részét bezárták, de megőrizték az országos lefedettséget.
1997-ben felvásárolták a P/F Trygd biztosítótársaságot, amely a szigorú helyi biztosítási szabályok miatt 1943 óta gyakorlatilag nem működött, de a biztosítási piac 1998-as liberalizálását követően felújította tevékenységét. 2005 óta a termékportfólió bővítése a stratégia központi elemét képezi, így többek között létrehozták a P/F Skyn ingatlanközvetítőt.

### Részleges privatizáció
2007 júniusában a bank részvényeinek 60%-át nyilvános kibocsátás keretében privatizálták; a vevők főként feröeri, dán és izlandi magánszemélyek, illetve más országokból származó intézményi befektetők voltak. A privatizált tulajdoni hányad értéke 152 millió euró. A Føroya Banki részvényeit június 21-étől az OMX Nordic Stock Exchange-en is jegyzik. A vállalat 2007. augusztus 17-én bejelentette, hogy 2008 első negyedévében leányvállalatot hoz létre Dániában, Foroya Bank A/S néven. 2008 májusában a feröeri vállalatok közül elsőként a bankot a Moody's minősítette.